# Ed Hugus

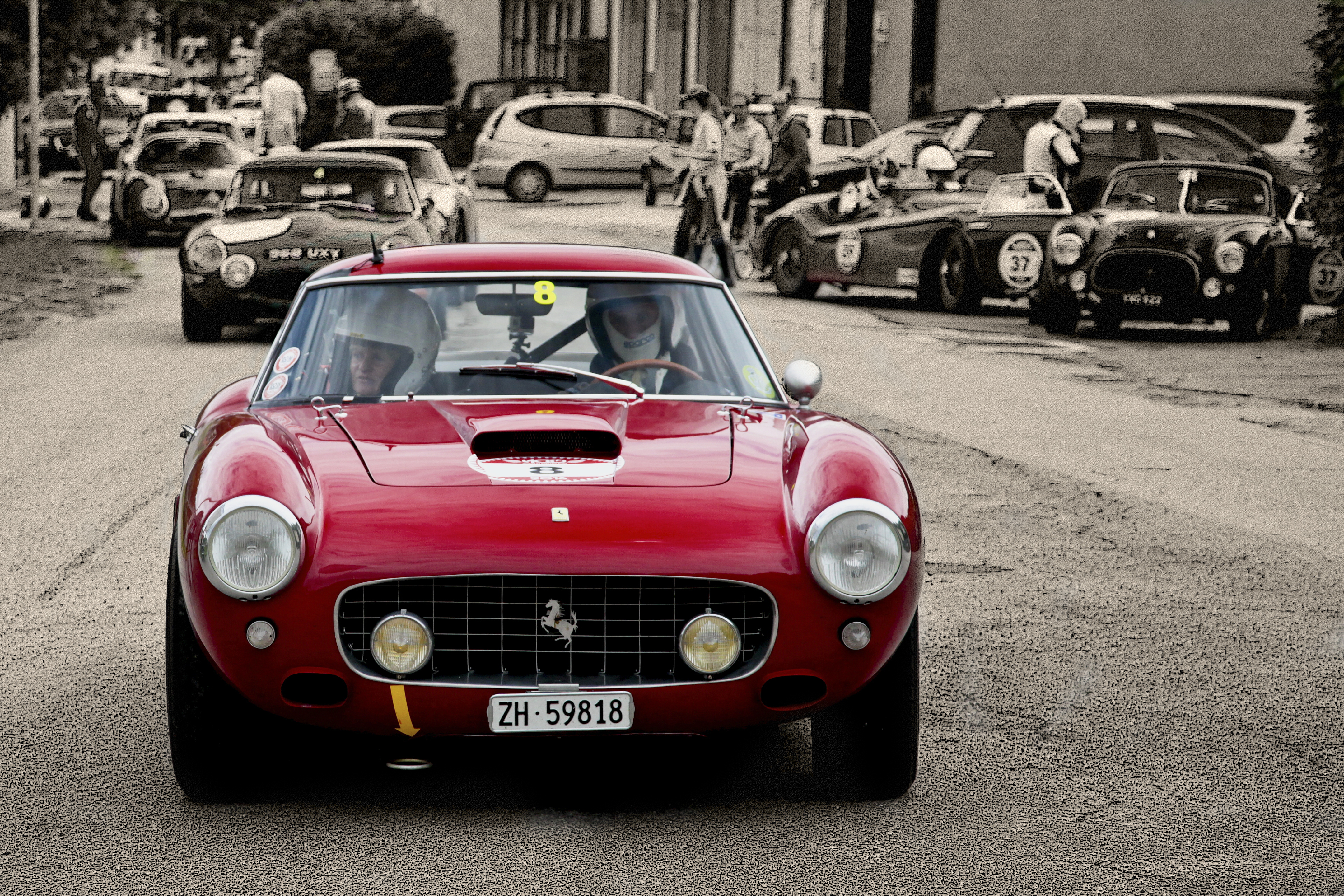
Der Ferrari 250 GT Berlinetta SWB mit dem Augie Pabst und Ed Hugus Gesamtvierte beim 12-Stunden-Rennen von Sebring 1960 wurden

Edward James „Ed“ Hugus (* 30. Juni 1923 in Pittsburgh; † 29. Juni 2006 in Pebble Beach) war ein US-amerikanischer Automobilrennfahrer. Nach eigenen Angaben fuhr auch er als Ersatzfahrer auf dem Siegerwagen des 24-Stunden-Rennens von Le Mans 1965, ohne in den Ergebnislisten verzeichnet zu sein.

## Die Le-Mans-Geschichte
Um den Rennfahrer Ed Hugus rankt sich eine der größten Kuriositäten des internationalen Motorsports. 1965 kam er als Ersatzfahrer des North American Racing Teams zum 24-Stunden-Rennen von Le Mans. Nach damaligem Reglement durfte jede Rennmannschaft einen Ersatzfahrer für alle eingesetzten Fahrzeuge nominieren. Dieser durfte dann zum Einsatz kommen, wenn vor dem Rennen feststand, dass einer der Einsatzfahrer aus gesundheitlichen Gründen nicht starten durfte oder konnte. Allerdings war auch dieses Reglement, wie so viele im Motorsport, nicht präzise genug formuliert. So blieb unklar, ob der Ersatzfahrer auch während des bereits laufenden Rennens eingesetzt werden durfte. Klar geregelt war nur, dass ein durch einen Unfall ausgeschiedener Fahrer nicht ersetzt werden durfte. So viel zur Vorgeschichte.
Knapp vor 4 Uhr in der Nacht kam Masten Gregory, der sich einen Ferrari 250LM mit Jochen Rindt teilte, völlig unverhofft an die Box. Gregory, der stark kurzsichtig war und seine Brillen auch im Cockpit trug, hatte Rauch ins Auto und in die Augen bekommen. Rund um die Strecke waren wie jedes Jahr die ganze Nacht hunderte Grillfeste im Gange. Der dabei entstandene Rauch zog wie Nebel über die Strecke und behinderte nicht selten die Fahrer. Gregory kam an die Box, weil er nicht mehr weiterfahren konnte. Dummerweise war Jochen Rindt nicht an der Box – sein nächster Einsatz sollte erst zwei Stunden später sein – und niemand wusste, wo er war. Anwesend war aber Ed Hugus, der kurzerhand den Helm von Gregory aufsetzte und dessen Einsatz zu Ende fuhr. Einer breiten Sportöffentlichkeit blieb dies über Jahrzehnte verborgen. Erst Hugus selbst machte in einem Brief 2005 die Geschichte bekannt. Hugus war zwar bei der Siegerehrung anwesend, wurde aber nicht geehrt und steht auch nicht in der offiziellen Ergebnisliste. Bilder aus dem Jahr 1965 zeigen den vor der Siegertribüne stehenden Hugus. Ein Gerücht besagt auch, dass er, behindert durch Menschenmassen, es trotz der Hilfe zweier Gendarmen nicht rechtzeitig bis zur Ehrung schaffte. Luigi Chinetti, der Besitzer und Teamchef des North American Racing Teams, erzählte Hugus Jahre nach dem Rennen, er habe den Vorfall zwar den Offiziellen des ACO gemeldet, diese hätten aber kein großes Interesse an der Sachlage gehabt. Der französische Journalist Christian Moity, Herausgeber verschiedener Bücher über das 24-Stunden-Rennen, widerspricht in einer Publikation dieser Ansicht. Chinetti hätte allen Grund gehabt, Stillschweigen über den Fahrerwechsel zu halten, weil die Gefahr einer Disqualifikation relativ groß gewesen sei. Erst in den letzten Jahren fand Hugus’ Name Einlass in die Siegerlisten neuerer Publikationen über Le Mans. Das offizielle Ergebnis von 1965 wurde bis heute nicht geändert.

## Karriere und Leben
Ed Hugus wuchs auf einer Farm in Pennsylvania auf und diente im Zweiten Weltkrieg als Fallschirmjäger im Pazifik. Nach dem Krieg stieg er in den Autohandel ein und begann 1952 eine Karriere als Rennfahrer. Er verkaufte in erster Linie europäische Sportwagen, hatte aber auch eine VW-Vertretung und war einer der ersten Händler, der die AC Cobras von Carroll Shelby vertrieb. In den 1950er-Jahren wurde er zu einem der bekanntesten US-amerikanischen Sportwagen- und Langstreckenpiloten. 1956 gab er sein Debüt in Le Mans, wo zwei siebte Plätze (1958 und 1960) seine besten Platzierungen in der Gesamtwertung waren. 1960 wurde er gemeinsam mit Augie Pabst Zweiter beim 12-Stunden-Rennen von Sebring.
„Big Business“ hielt Hugus oft von Rennengagements ab, so schlug er 1958 ein Angebot von Duane Carter aus, beim 500-Meilen-Rennen von Indianapolis an den Start zu gehen. Er blieb immer wohlhabender Amateur. 1968 verkaufte er seine Betriebe in Pittsburgh und zog ins sonnige Jacksonville. Dort eröffnete er eine BMW-Vertretung. Auf einem BMW hatte er 1969 auch seinen letzten Renneinsatz.
Ed Hugus, der sich 1974 aus dem Geschäftsleben zurückgezogen hatte, starb im Juni 2006 im Alter von 83 Jahren.

## Statistik

### Le-Mans-Ergebnisse
| Jahr | Team                       | Fahrzeug                  | Teamkollege             | Teamkollege | Platzierung            | Ausfallgrund |
| ---- | -------------------------- | ------------------------- | ----------------------- | ----------- | ---------------------- | ------------ |
| 1956 | Cooper Car Company         | Cooper T39                | John Bentley            |             | Rang 8                 |              |
| 1957 | Ed Hugus                   | Porsche 550A RS           | Carel Godin de Beaufort |             | Rang 8 und Klassensieg |              |
| 1958 | Ed Hugus                   | Ferrari 250TR             | Ernie Erickson          |             | Rang 7                 |              |
| 1959 | Ed Hugus                   | Porsche 718RSK            | Ernie Erickson          |             | Ausfall                | Motorschaden |
| 1960 | North American Racing Team | Ferrari 250 GT SWB        | Augie Pabst             |             | Rang 7                 |              |
| 1961 | North American Racing Team | Osca Sport 1000           | David Cunningham        |             | Ausfall                | Defekt       |
| 1962 | Ed Hugus                   | Ferrari 250GT SWB Bertone | George Reed             |             | Rang 9                 |              |
| 1963 | Ed Hugus                   | AC Cobra 289 Mk. II       | Peter Jopp              |             | Disqualifiziert        |              |
| 1964 | North American Racing Team | Ferrari 250GTO            | José Rosinski           |             | Ausfall                | Defekt       |

### Sebring-Ergebnisse
| Jahr | Team                       | Fahrzeug               | Teamkollege        | Teamkollege     | Teamkollege   | Platzierung | Ausfallgrund     |
| ---- | -------------------------- | ---------------------- | ------------------ | --------------- | ------------- | ----------- | ---------------- |
| 1956 | Cooper Car Co.             | Cooper T39             | John Bentley       |                 |               | Ausfall     | Batterie         |
| 1957 | Chester Flynn              | Mercedes-Benz 300 SL   | Chester Flynn      |                 |               | Rang 33     |                  |
| 1958 | Harry Kuller               | Ferrari 250TR          | John Fitch         |                 |               | Ausfall     | Motorschaden     |
| 1959 | Chester Flynn              | Porsche 718 RSK        | Ernie Erickson     |                 |               | Rang 10     |                  |
| 1960 | North American Racing Team | Ferrari 250 GT SWB     | Augie Pabst        |                 |               | Rang 4      |                  |
| 1961 | NART                       | Ferrari Dino 246S      | Alan Connell       |                 |               | Ausfall     | Kraftübertragung |
| 1962 | Scuderia Bear              | Ferrari 250 GT SWB EXP | George Reed        |                 |               | Rang 8      |                  |
| 1964 | William McLaughlin         | Iso Grifo A3C          | William McLaughlin | Enus Wilson     |               | Rang 33     |                  |
| 1965 | Ed Hugus                   | Ferrari 275P           | Tom O’Brien        | Charlie Hayes   | Paul Richards | Rang 12     |                  |
| 1966 | Ed Hugus                   | Porsche 906            | Lake Underwood     |                 |               | Rang 8      |                  |
| 1967 | Ed Hugus                   | Porsche 906            | John Cannon        |                 |               | Ausfall     | Motorschaden     |
| 1969 | Elsco Corporation          | BMW 2002               | Chuck Dietrich     | Eugene Nearburg |               | Ausfall     | Ölpumpe          |

### Einzelergebnisse in der Sportwagen-Weltmeisterschaft
| Saison | Team                                          | Rennwagen                                       | 1   | 2   | 3   | 4   | 5   | 6   | 7   | 8   | 9   | 10  | 11  | 12  | 13  | 14  | 15  | 16  | 17  | 18  | 19  | 20  | 21  | 22  |
| ------ | --------------------------------------------- | ----------------------------------------------- | --- | --- | --- | --- | --- | --- | --- | --- | --- | --- | --- | --- | --- | --- | --- | --- | --- | --- | --- | --- | --- | --- |
| 1956   | Cooper                                        | Cooper T39                                      | BUA | SEB | MIM | NÜR | KRI |     |     |     |     |     |     |     |     |     |     |     |     |     |     |     |     |     |
| 1956   | Cooper                                        | Cooper T39                                      | DNF |     |     |     |     |     |     |     |     |     |     |     |     |     |     |     |     |     |     |     |     |     |
| 1957   | Chester Flynn Ed Hugus Ed Crawford            | Mercedes-Benz 300 SL Porsche 550                | BUA | SEB | MIM | NÜR | LEM | KRI | CAR |     |     |     |     |     |     |     |     |     |     |     |     |     |     |     |
| 1957   | Chester Flynn Ed Hugus Ed Crawford            | Mercedes-Benz 300 SL Porsche 550                |     | 33  |     |     | 8   |     | 7   |     |     |     |     |     |     |     |     |     |     |     |     |     |     |     |
| 1958   | Harry Kuller Ed Hugus                         | Ferrari 250TR                                   | BUA | SEB | TAR | NÜR | LEM | RTT |     |     |     |     |     |     |     |     |     |     |     |     |     |     |     |     |
| 1958   | Harry Kuller Ed Hugus                         | Ferrari 250TR                                   |     | DNF |     |     | 7   |     |     |     |     |     |     |     |     |     |     |     |     |     |     |     |     |     |
| 1959   | Chester Flynn Ed Hugus                        | Porsche 718 RSK                                 | SEB | TAR | NÜR | LEM | RTT |     |     |     |     |     |     |     |     |     |     |     |     |     |     |     |     |     |
| 1959   | Chester Flynn Ed Hugus                        | Porsche 718 RSK                                 | 10  |     |     | DNF |     |     |     |     |     |     |     |     |     |     |     |     |     |     |     |     |     |     |
| 1960   | North American Racing Team                    | Ferrari 250 GT                                  | BUA | SEB | TAR | NÜR | LEM |     |     |     |     |     |     |     |     |     |     |     |     |     |     |     |     |     |
| 1960   | North American Racing Team                    | Ferrari 250 GT                                  |     | 4   |     |     | 7   |     |     |     |     |     |     |     |     |     |     |     |     |     |     |     |     |     |
| 1961   | North American Racing Team                    | Ferrari Dino 246S Osca Sport 1000               | SEB | TAR | NÜR | LEM | PES |     |     |     |     |     |     |     |     |     |     |     |     |     |     |     |     |     |
| 1961   | North American Racing Team                    | Ferrari Dino 246S Osca Sport 1000               | DNF |     |     | DNF |     |     |     |     |     |     |     |     |     |     |     |     |     |     |     |     |     |     |
| 1962   | Scuderia Bear Ed Hugus Briggs Cunningham      | Ferrari 250 GT Fiat-Abarth 1000 Ferrari 250 GTO | DAY | SEB | SEB | MAI | TAR | BER | NÜR | LEM | TAV | CCA | RTT | NÜR | BRI | BRI | PAR |     |     |     |     |     |     |     |
| 1962   | Scuderia Bear Ed Hugus Briggs Cunningham      | Ferrari 250 GT Fiat-Abarth 1000 Ferrari 250 GTO |     |     | 8   |     |     |     |     | 9   |     |     |     |     | 10  | 3   |     |     |     |     |     |     |     |     |
| 1963   | Ed Hugus                                      | AC Cobra                                        | DAY | SEB | SEB | TAR | SPA | MAI | NÜR | CON | ROS | LEM | MON | WIS | TAV | FRE | CCE | RTT | OVI | NÜR | MON | MON | TDF | BRI |
| 1963   | Ed Hugus                                      | AC Cobra                                        |     |     |     |     |     |     | DNF |     |     |     |     |     |     |     |     |     |     |     |     |     |     |     |
| 1964   | William McLaughlin North American Racing Team | Iso Grifo A3C Ferrari 250 GTO                   | DAY | SEB | TAR | MON | SPA | CON | NÜR | ROS | LEM | REI | FRE | CCE | RTT | SIM | NÜR | MON | TDF | BRI | BRI | PAR |     |     |
| 1964   | William McLaughlin North American Racing Team | Iso Grifo A3C Ferrari 250 GTO                   |     | 33  |     |     |     |     |     |     | DNF |     |     |     |     |     |     |     |     |     |     |     |     |     |
| 1965   | Ed Hugus                                      | Ferrari 275P                                    | DAY | SEB | BOL | MON | MON | RTT | TAR | SPA | NÜR | MUG | ROS | LEM | REI | BOZ | FRE | CCE | OVI | NÜR | BRI | BRI |     |     |
| 1965   | Ed Hugus                                      | Ferrari 275P                                    | 12  |     |     |     |     |     |     |     |     |     |     |     |     |     |     |     |     |     |     |     |     |     |
| 1966   | Ed Hugus                                      | Porsche 906                                     | DAY | SEB | MON | TAR | SPA | NÜR | LEM | MUG | CCE | HOK | SIM | NÜR | ZEL |     |     |     |     |     |     |     |     |     |
| 1966   | Ed Hugus                                      | Porsche 906                                     | 8   |     |     |     |     |     |     |     |     |     |     |     |     |     |     |     |     |     |     |     |     |     |
| 1967   | Ed Hugus                                      | Porsche 906                                     | DAY | SEB | MON | SPA | TAR | NÜR | LEM | HOK | MUG | BRH | CCE | ZEL | OVI | NÜR |     |     |     |     |     |     |     |     |
| 1967   | Ed Hugus                                      | Porsche 906                                     | DNF |     |     |     |     |     |     |     |     |     |     |     |     |     |     |     |     |     |     |     |     |     |
| 1969   | Elsco Corporation                             | BMW 2002                                        | DAY | SEB | BRH | MON | TAR | SPA | NÜR | LEM | WAT | ZEL |     |     |     |     |     |     |     |     |     |     |     |     |
| 1969   | Elsco Corporation                             | BMW 2002                                        | DNF |     |     |     |     |     |     |     |     |     |     |     |     |     |     |     |     |     |     |     |     |     |